# Ford Granada (Europa)
Veja também Ford Granada (América do Norte)
O Ford Granada foi um grande carro executivo produzido pela Ford Europe tanto pela fábrica alemã em Köln (Alemanha) quanto pela fábrica em Dagenham (Reino Unido), de 1972 a 1976, quando a produção passou toda para a Alemanha. De 1985 a 1994 o nome Granada somente no Reino Unido, enquanto que no resto da Europa foi usado o nome Ford Scorpio.